# NGC 2207
NGC 2207 este o interacțiune de galaxii situată în constelația Câinele Mare. A fost descoperită în 24 ianuarie 1835 de către John Herschel. Se află la o distanță de 37 de megaparseci de Pământ.